# Warnes
Pour les articles homonymes, voir Warnes (homonymie).

Répartition des peuples germaniques au Ier siècle ap. J.-C.

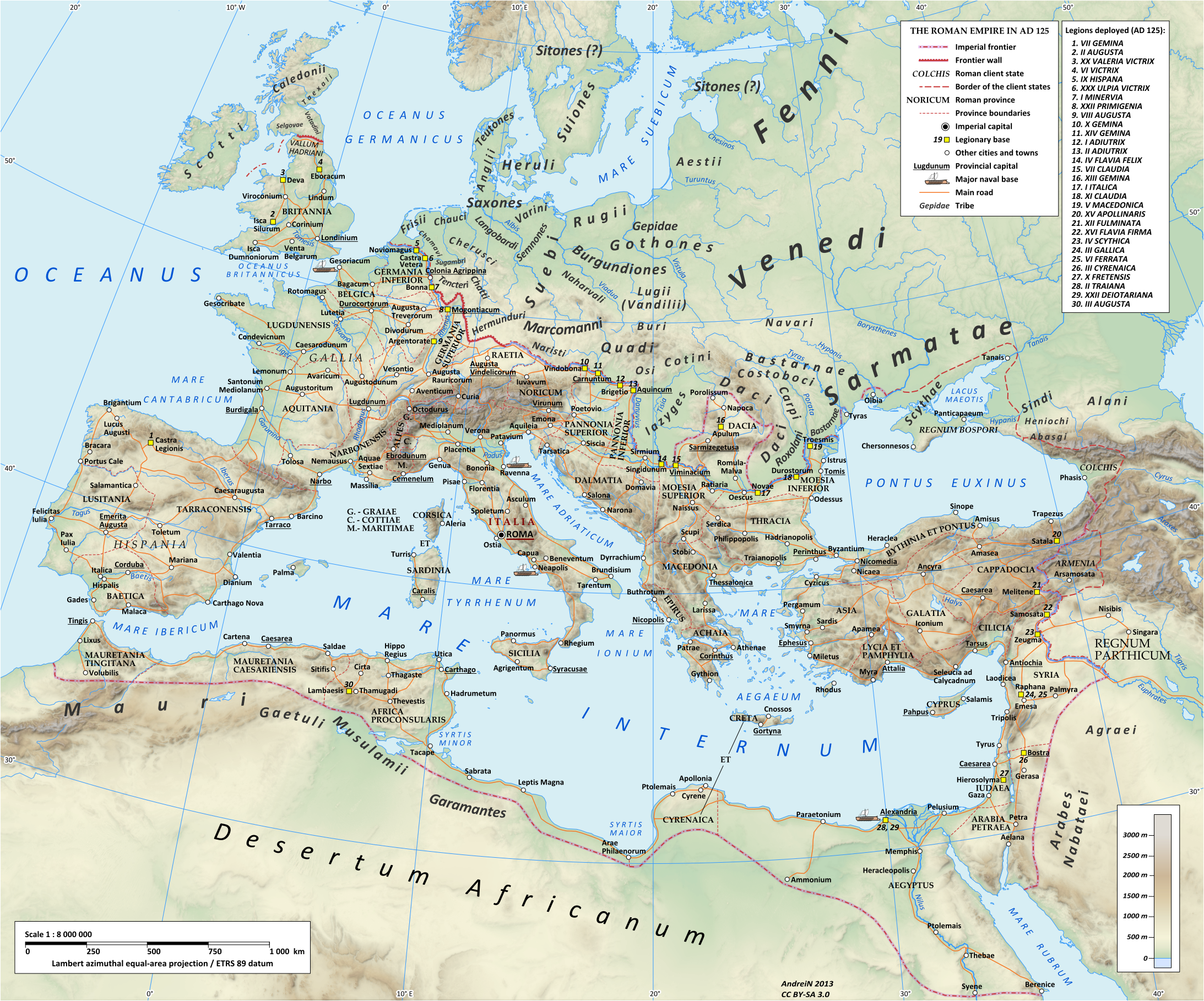
Répartition des Varnes dans les frontières de l'Allemagne actuelle.

Les Warnes (ou Varini, Verini, également Varnes ou Varins;  grec Ουαρνοι, Ουαρίνοι, soit Warnoi ou Warinoi) étaient un petit peuple germanique indépendant parmi les Saxons, originaire de l'ancienne Thuringe, vivant dans le nord de l'Allemagne actuelle dans l'Arrondissement du Mecklembourg-du-Nord-Ouest et du Schleswig-Holstein  selon les historiens Bruno Dumézil et Stéphane Lebecq. Ils étaient voisins et ennemis des Angles avec lesquels ils sont souvent confondus.

## Témoignages
Les noms de Varini (Tacite), Varinnae (Pline l'Ancien),  Ούίρουνοι ou Viruni (Ptolémée), Varni ou Οὐάρνων (Procope), Wærne/Werne (Widsith) et Warnii (Lex Thuringorum) faisaient probablement référence à l'origine à une obscure tribu germanique. L'étymologie du mot désigne un peuple appelé « les défenseurs. » Ils habitaient à l'origine le Nord de l'actuelle Allemagne, et se seraient déplacés sans cesse vers l'ouest au cours de la période des Grandes Invasions. Le premier auteur classique à mentionner ce peuple est Tacite dans sa Germanie, où l'on lit :
| « Reudigni deínde et Aviones et Anglii et Varini et Eudoses et Suardones et Nuithones. Nec quicquam notabile in singulis, nisi quod in commune Nerthum, id est Terram matrem, colunt eamque intervenire rebus hominum, invehi populis arbitrantur. » — Tacite, La Germanie, 40 | « Viennent ensuite les Reudignes, les Aviones, les Angles, les Varins, les Eudoses, les Suardones et les Nuithones, tous protégés par des fleuves ou par des forêts. Ces peuples, pris séparément, n’offrent rien de remarquable : un usage commun à tous, c’est l’adoration d’Ertha, c’est-à-dire la Terre Mère. Ils croient qu’elle intervient dans les affaires des hommes, et qu’elle se promène quelquefois au milieu des nations. » — Tacite, La Germanie, trad. de J.-L. Burnouf |

Pline l'Ancien, pour sa part, distingue au total cinq races germaniques : les Vandales, auxquels il rattache l'ethnie des Burgondes, les Varinnae, les Charini et les Goths.
Sur la carte du monde de Ptolémée, les Ούίρουνοι ou Viruni occupent l'emplacement de l'actuel Mecklembourg, voisins des Teutoniari, un territoire irrigué par la Warnow dont l'embouchure est défendue par le fort de Warnemünde. Les Slaves, lorsqu'ils colonisèrent la région, reprirent ce nom de Varnes, peut-être par assimilation aux Varni antérieurs ; quant à la ville de Οὐιρουνον (Virunum) indiquée par Ptolémée, on tend à l'identifier avec l'actuelle Drawsko Pomorskie.
Les Varnes sont également mentionnés au passage par l'historien Procope, qui écrit que lorsque les Hérules (Eruli) furent défaits par les Lombards, ils retournèrent en Scandinavie (que Procope désigne par « Thulé »). Ils franchirent ainsi le Danube (Ister), traversèrent le pays des Slaves (Sclaveni) et, après avoir franchi une région désolée, s'établirent quelque temps à un endroit appelé Οὐάρνων. Puis ils traversèrent le pays des Danes, et traversèrent la mer baltique. En Scandinavie, ils s’établirent aux confins du pays des Goths (Gautoï). Toutefois, se référant à leur situation présente, Procope situe les Varni au nord et à l'est du Rhin, voisins des Francs. 
Leur dernier roi, Hermengisel, qui avait épousé Thichilde pour sceller l'amitié entre son peuple et les Francs, décida à l'article de la mort du mariage de son fils Radegis avec sa jeune épouse pour maintenir ce lien, rompant les fiançailles de ce dernier avec une princesse des Angles. Celle-ci, devenue reine, se vengea en attaquant Radegis, puis en le capturant. Captif, Radegis épousa la reine des Angles, renvoyant Théodechilde. Les Francs écrasèrent alors les Warnes et les soumirent.
Il semble bien qu'en fait, Procope emploie le terme de « Varnes » pour désigner toutes les tribus germaniques habitant aux confins du pays des Francs ; mais certains auteurs n'hésitent pas à mettre en doute la fiabilité de Procope. Les universitaires considèrent aujourd'hui que la plaine au Nord du Rhin a été sous domination franque pendant la plus grande partie des VIe et VIIe siècles, en tout cas à partir de la défaite du pirate danois Chlochilaïc en 526.
Les Varnes sont mentionnés dans un poème en vieil anglais : Widsith, avec tantôt la transcription Wærne, tantôt Werne.
| lines 24–27:                           |                                                                         |
| Þeodric weold Froncum, þyle Rondingum, | Théodoric régna sur les Francs, Thulé sur les Reudigni,                 |
| Breoca Brondingum, Billing Wernum.     | Breoca <sur la tribu> des Brondings, Billing <sur la tribu des> Varnes. |
| Oswine weold Eowum ond Ytum Gefwulf,   | Oswine régna sur les Aviones et Gefwulf sur les Jutes,                  |
| Fin Folcwalding Fresna cynne.          | Finn Folcwalding sur le peuple des Frisons.                             |

L'ethnonyme « Billing » de ce passage pourrait être lié aux ancêtres de la lignée saxonne des Billungen.
Enfin, les Varnes sont cités dans un code de loi du IXe siècle, la Lex Thuringorum, adaptation du Wergeld des Francs aux Thuringiens qu'ils avaient soumis ; et en effet, des recherches récentes tendent à confirmer que les Varnes ont été membres de la fédération des Thuringiens, qui domina la plaine d'Allemagne du Nord de la mort d'Attila en 453, jusqu'au milieu du VIe siècle, où ils furent soumis par les Francs. Leur valeur militaire pourrait expliquer pourquoi les noms de Varnes et de Thuringiens ont été mentionnés bien au-delà du Rhin,. Leur territoire, désigné comme le Werenofeld, semble devoir être situé entre la Saale et l'Elster (dans les environs d'Eisleben). Selon la Chronique de Frédégaire, ils se révoltèrent contre la domination franque sous le règne du roi de Bourgogne Childebert II. Leur massacre fut si grand qu'il resta peu de survivants. Ceux-ci se fondirent alors dans le peuple Frison, à l'est de l'embouchure du Rhin, et ce fut leur fin.

## Religion
Selon Tacite, les Varins adorent Nerthus l'épouse et sœur du scandinave Njörd, une déesse de la fertilité, une des Vanes de la mythologie nordique similaire à Freyja, Gersimi ou Hnoss.